# François Pierre Amey
François Pierre Amey, eigentlich François Pierre Joseph Amey (* 2. Oktober 1768 in Sélestat, Elsass; † 16. November 1850 in Straßburg) war ein französischer Général de division der Infanterie.

## Leben
Amey war ein Sohn des Mediziners François-Pierre Amey, der Chirurg im Schweizer Régiment de Waldner  (einem französischen Fremdenregiment)  und dessen Ehefrau Ursule Collignon. Bereits 1774 kam er als enfant de troupe zur Armee und wurde mit 15 Jahren 1783 als Kadett inskribiert.
Während der französischen Revolution machte Amery weiterhin Karriere unter den Generälen Jacques-François Menou Jean-Baptiste Kléber und François Séverin Marceau. Er war mit seinem de Châteauvieux in die Revolte von Nancy verwickelt. Nach der Entlassung seines Regiments am 7. Oktober 1792 wechselte Amey im Rang eines Capitaines 1793 zur Rheinarmee und blieb dort bis 1799. Während dieser Zeit kämpfte er gegen den Aufstand der Vendée und wurde anschließend seiner Leistungen wegen zum Général de brigade befördert.
Als Napoleon sich am 18. Brumaire VIII zum Ersten Konsul und damit faktisch zum Alleinherrscher machte, war Amey in Saint-Cloud stationiert.
1801 wurde Amey unter den Oberbefehl von General Charles Victoire Emmanuel Leclerc gestellt, der im Auftrag Napoleons mit einem Expeditionsheer nach Saint-Domingue segelte um Toussaint Louverture zu bekämpfen. Kaum zurück, entsandte man ihn 1802 in den Kanton Léman, wo er erfolgreich den Bourla-Papey-Aufstand niederschlug. Im Anschluss daran übernahm er die Leitung der Militär-Kommandantur im Département Ardennes. 
Er kämpfte in der französischen Intervention in Spanien; ab Herbst 1808 in Katalonien unter dem Oberbefehl von Marschall Gouvion St. Cyr und im Folgejahr unter  Pierre Augereau. Ab Mai 1809 nahm er im Verband der Division Pino an der Belagerung von Gerona teil. Die Brigade Amey führte am 7. Dezember gegen einen Ausbruchsversuchs der Spanier unter General Alvarez de Castro einen entscheidenden Flankenstoß und stürmte die Cabildo-Redoute, welche den Fall von Gerona am 11. Dezember 1809 erzwang.
Im Sommer 1812 nahm Amey am Russlandfeldzug teil und kommandierte in der Schlacht bei Polozk. Im Korps des Marschall Gouvion Saint-Cyr wurde er in der Schlacht an der Beresina (26./28. November 1812) verwundet. Am 19. November 1812 wurde er vom Kaiser zum Lieutenant-général befördert. 
Er nahm im Feldzugsjahr 1813 an den Befreiungskriegen teil und wurde in der Schlacht bei Fère-Champenoise (25. März 1814) zusammen mit General Michel-Marie Pacthod gefangen genommen. Nach der Abdankung Napoleons schloss sich Amey den Bourbonen und diente in der Armee König Ludwig XVIII. Der Bourbone ernannte ihn zum Kommandanten von Bourges und übertrug ihn eine Brigade der 21. Militärdivision die unter den Befehl des Herzogs von Tarent stand. Als aber Napoleon von der Insel Elba zurückkehrte und die Herrschaft der Hundert Tage begann, lief Amey sofort wieder zu Napoleon über. 
Mit Wirkung vom 9. November 1815 nahm Amey seinen Abschied und verließ die  Armee. 
Er ließ sich in seiner Heimatstadt Sélestat nieder und wirkte dort zwischen 11. Februar 1820 und 9. August 1830 als Bürgermeister. Anschließend zog er nach Straßburg, wo er seinen Lebensabend verbrachte. Er starb am 16. November 1850 im Alter von 82 Jahren und fand seine letzte Ruhestätte auf dem Friedhof Sainte-Hélène.

## Ehrungen
- 1803 Chevalier der Ehrenlegion
- Grand officier der Ehrenlegion
- 8. Juni 1814 Ordre royal et militaire de Saint-Louis
- 19. März 1808 baron de l’Émpire
- Sein Name findet sich am nördlichen Pfeiler (1. Spalte) des Triumphbogens am Place Charles-de-Gaulle (Paris).